# 僕らの先にある道
『僕らの先にある道』（原題：后来的我们、ピンイン: hòu lái de wǒ men、直訳「その後の私達」）は、台湾の歌手・女優のレネ・リウの監督デビュー作で、チャン・イーバイがプロデューサーを務めた2018年の中国の恋愛映画である。この映画はジン・ボーランとチョウ・ドンユイが主演し、2018年4月28日に公開された。
偶然に出会った同じ田舎の故郷をもつ男女が、大都会北京で様々な逆境に直面しながら人生を切り開こうとするさまを過去と現在を交差しながら描いている。

## あらすじ
同じ故郷出身のシャオシャオ（チョウ・ドンユイ）とジェンチン（ジン・ボーラン）の運命が偶然の出会いをきっかけに絡み合い、「愛」「別れ」「恋しさ」「再会」を経験する。物語は過去と現在を交互に語られ、「今の私たち」と「過去の私たち」の間で語られる。

## キャスト
- ジン・ボーラン（リン・ジェンチン役）
- チョウ・ドンユイ（ファン・シャオシャオ役）
- ティエン・チュアンチュアン（リン・ジェンチンの父役）

## 製作
撮影は2017年10月19日に北京で始まり、その後大連、蓋州、海拉拉区などで撮影され、12月23日に終了した。この映画は中国で最も寒い場所の一つで撮影された。監督のレネ・リウは、気温マイナス40度の中での撮影はひどい寒さだったと述べた。
このストーリーは、レネ・リウが自らの短編小説「春節の我が家」を脚色したものである。ジン・ボーランは、最初にこの脚本を「偶然読んで、すぐに恋に落ちました。演じる役のリン・ジェンチンは多くの男性と共通点があり、ジェンチンとシャオシャオ、そしてジェンチンと父親の間の愛は感動的だと思います。」としている。

## 音楽
- イーソン・チャン「我们」　主題歌
- ヒビ・ティエン「愛了很久的朋友」　挿入曲
- 李剣青（中国語版）「平凡故事」　挿入曲
- メイデイ「後來的我們」　エンディング曲

## 公開
2018年4月23日夜、北京でワールドプレミアが開催された。プレミアには監督のレネ・リウ、俳優のジン・ボーラン、チョウ・ドンユイ、ティエン・チュアンチュアンが出席した。さらに、ジョウ・シュン、ピーター・チャン、ホアン・シャオミン、チェン・スーチェン、ワン・バオチアン、ホアン・ジェンシン、グー・チャンウェイなども出席した。
2018年のカンヌ映画祭で、Netflixは中国以外の全世界におけるこの映画の独占配給権を購入した。映画は2018年6月22日にネット配信で公開された。レネ・リウは「この映画がNetflix初の中国語オリジナル映画に選ばれたことを光栄に思います」と述べた。日本の公開もNetflix独占で世界と同時に行われ、2025年現在も視聴できる。
この映画は中国で大ヒットし、公開初日で2億8000万元の興行収入を上げた。払い戻しによってチケットの売り上げが水増しされたのではないかという論争があり、ライバルの映画会社がこの疑惑で訴訟を起こした。この映画の成功により、レネ・リウは映画で10億元以上の収益を上げた最初の中国人女性映画監督となった。累計興行収入13億6100万元で、かつては中国映画史上最も興行収入の高い女性監督の記録を樹立していたが、 2021年2月にジア・リン監督の『こんにちは、私のお母さん』に破られた。

## 評価
ロッテン・トマトでは、この映画は6人の批評家のレビューに基づいて100％の評価を得ている。ポップコーンメーターは評価者数は100人超と少ないが90%となっている。Vultureは2021年にNetflixオリジナル映画ランキングで本作を515作品中92位にランク付けした。
中国語の豆瓣では375,524人のユーザーから5.9/10の評価の評価を得ている。

## 受賞
| 年度 | 颁奖典礼                       | 獎項               | 姓名                                              | 结果       |
| ---- | ------------------------------ | ------------------ | ------------------------------------------------- | ---------- |
| 2018 | 第55回金馬賞                   | 新人監督賞         | レネ・リウ                                        | ノミネート |
| 2018 | 第55回金馬賞                   | 助演男優賞         | ティエン・チュアンチュアン                        | ノミネート |
| 2018 | 第55回金馬賞                   | 脚本賞             | 袁媛、何昕明、潘彧、安巍、レネ・リウ              | ノミネート |
| 2018 | 第55回金馬賞                   | 編集賞             | 廖庆松、孔劲蕾                                    | ノミネート |
| 2018 | 第55回金馬賞                   | オリジナル主題歌賞 | 「我们」 イーソン・チャン 作詞:葛大为 作曲:陈建骐 | ノミネート |
| 2018 | 2018年中国映画の宴             | 最優秀MV           | 「我们」                                          | 受賞       |
| 2018 | 2018年中国映画の宴             | 最優秀俳優         | チョウ・ドンユイ                                  | 受賞       |
| 2019 | 2018年第10回中国映画監督協会賞 | 今年の女優         | チョウ・ドンユイ                                  | ノミネート |
| 2019 | 第32回中国金鶏賞               | 長編映画賞         |                                                   | ノミネート |
| 2019 | 第32回中国金鶏賞               | 脚本賞             | 袁媛、何昕明、潘彧、安巍、レネ・リウ              | ノミネート |
| 2019 | 第32回中国金鶏賞               | 新人監督賞         | レネ・リウ                                        | ノミネート |
| 2019 | 第32回中国金鶏賞               | 主演女優賞         | チョウ・ドンユイ                                  | ノミネート |
| 2019 | 第32回中国金鶏賞               | 助演男優賞         | ティエン・チュアンチュアン                        | ノミネート |
| 2019 | 第10回中国映画協会杯           | 脚本賞             | 袁媛、何昕明、潘彧、安巍、レネ・リウ              | 受賞       |